# Aloe vossii

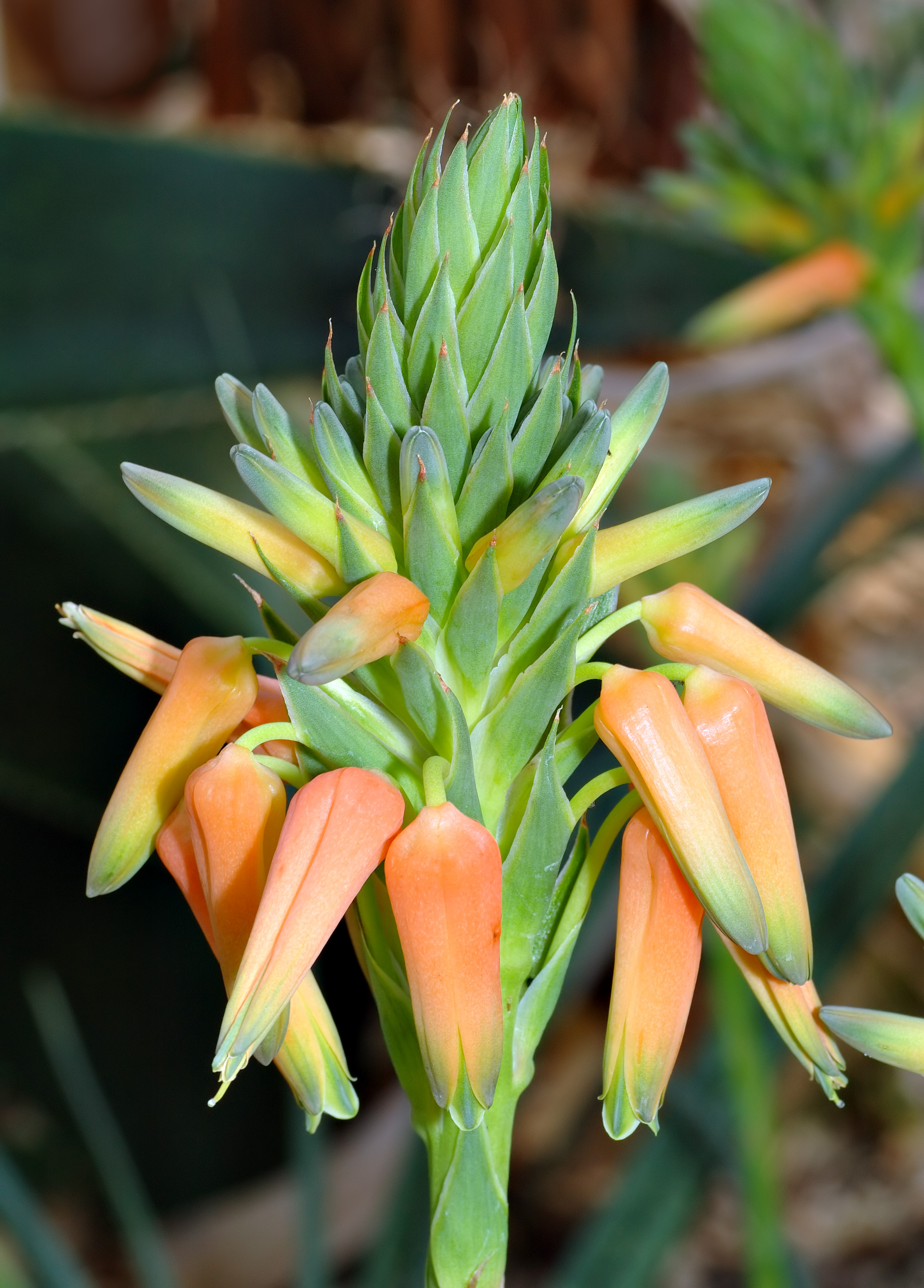
Blüten

Aloe vossii ist eine Pflanzenart der Gattung der Aloen in der Unterfamilie der Affodillgewächse (Asphodeloideae). Das Artepitheton vossii ehrt einen gewissen Harold Voss.

## Beschreibung

### Vegetative Merkmale
Aloe vossii wächst stammlos oder sehr kurz stammbildend, sprosst und bildet kleine Gruppen. Die 14 bis 20 lang verschmälerten Laubblätter sind vielzeilig angeordnet. Die tiefgrüne Blattspreite ist bis zu 50 Zentimeter lang und 3 Zentimeter breit. Auf der Blattoberfläche befinden sich mehrere, zerstreute, verlängerte, weißliche Flecken. Die Flecken sind manchmal fast warzig und feinstachelig. Auf der Blattunterseite sind nahe der Basis zahlreiche Flecken vorhanden, die oft ein festes, weißes Stachelchen besitzen. Die festen, weißen Zähne am sehr schmalen, knorpeligen, weißen Blattrand sind 2 Millimeter lang und stehen 2 bis 4 Millimeter voneinander entfernt.

### Blütenstände und Blüten
Der einfache Blütenstand erreicht eine Länge von 50 Zentimeter. Die dichten, kopfigen Trauben sind etwa 8 Zentimeter lang und 7 Zentimeter breit. Die eiförmig-spitzen Brakteen weisen eine Länge von 16 Millimeter auf und sind 11 Millimeter breit. Die scharlachroten Blüten stehen an 30 Millimeter langen Blütenstielen. Die Blüten sind 28 Millimeter lang und an ihrer Basis gerundet. Auf Höhe des Fruchtknotens weisen die Blüten einen Durchmesser von 8 bis 9 Millimeter auf. Darüber sind sie zu ihrer Mündung leicht verengt. Ihre Perigonblätter sind nicht miteinander verwachsen. Die Staubblätter und der Griffel ragen bis zu 1 Millimeter aus der Blüte heraus.

### Genetik
Die Chromosomenzahl beträgt {\displaystyle 2n=14}.

## Systematik, Verbreitung und Gefährdung
Aloe vossii ist in Südafrika auf dem Soutpansberg zwischen Felsen auf Grasland in Höhen von 1200 bis 1800 Metern verbreitet. 
Die Erstbeschreibung durch Gilbert Westacott Reynolds wurde 1936 veröffentlicht.
Aloe vossii wird in Anhang I des Washingtoner Artenschutz-Übereinkommen geführt.

## Nachweise